# 中信國際實驗教育機構
臺南市中信國際實驗教育機構（CTBC International Academy, CIA）為位於台灣台南市中信金融管理學院校區內的國民中學及高級中等學校實驗教育機構，為中信金控旗下教育基金會依據《高級中等以下教育階段非學校型態實驗教育實施條例》成立。採面試入學；學校採住宿學校模式，並以全英文進行教學。
完成學業之學生，如已取得其他高級中等學校學籍，在及格後可獲得設籍學校發出之畢業證書；如未取得其他高級中等學校學籍者，則可取得相當於高級中學同等學力證明之臺南市政府教育局發出之完成實驗教育證明。
校區與中信金融管理學院相鄰，並共享教學空間與資源。

## 歷史
教育機構於2017年獲台南市教育局核准成立並開始上課，2020年進一步獲准開辦國中課程。

## 外部連結
- 臺南市中信國際實驗教育機構（页面存档备份，存于）（繁體中文）（英文）